# Zgubne hobby
Zgubne hobby (niem. Liebe, Tod und Eisenbahn) – film niemiecki z 1989 roku.

## Fabuła
Małżeństwo Raimund i Karin wprowadzają się do nowego mieszkania. Właściciel pokazuje mężczyźnie swoją makietę kolejową i przekazuje mu ją. Raimund wkrótce zaczyna fascynować się modelarstwem kolejowym, kontynuuje rozbudowę makiety i cały swój wolny czas poświęca makiecie kolejowej. Karin początkowo znosi zainteresowanie męża. Jednak kiedy jest coraz bardziej pochłonięty modelarstwem kolejowym, staje się coraz bardziej sfrustrowana. Na próżno stara się wzbudzić w nim zazdrość. W pewnym momencie z goryczy niszczy budynek na makiecie i postanawia nawet zabić mężczyznę szlifierką oscylacyjną. W późniejszym czasie przygotowuje krzesło elektryczne z kabla od szlifierki. Niespodziewanie mąż oświadcza jej, że stwierdził, że za bardzo poświęcił się swojej pasji. W związku z tym rezygnuje z modelarstwa oraz likwiduje swoją makietę. Uradowana i uspokojona Karin wybacza mu i odłącza krzesło elektryczne. Podczas gdy ona przygotowuje posiłek, mężczyzna ponownie udaje się do pokoju i przygląda się krótko makiecie i chce po raz ostatni uruchomić modelowe lokomotywy. Podłącza transformator oraz podłącza przewód doprowadzony do krzesła. Siadając na krześle, zamyka przygotowany obwód i ginie wskutek porażenia prądem. Aby ukryć zwłoki, Karin wbudowuje je w górski krajobraz na makiecie. Taki sam los spotyka policjanta, który podczas przesłuchania Karin przypadkowo odkrywa zwłoki na makiecie. Film kończy się surrealistyczną sceną, w której Karin budzi się w modelowym krajobrazie kolejowym wzorowanym na Alpach, w którym napotyka figurki naturalnej wielkości. Wspina się na górę, która okazuje się być tą, którą odtworzyła na makiecie kolejowej, by ukryć zwłoki. W końcu stała się częścią górskiego krajobrazu jako plastikowa postać obok krzyża na szczycie.